# Rissoschnecken
Die Rissoschnecken oder Kleinschnecken (Rissoidae, benannt nach dem Naturforscher Joseph Antoine Risso) sind eine artenreiche Familie winziger bis kleiner Schnecken aus der Gruppe der Caenogastropoda, die weltweit in allen großen Ozeanen zu finden sind.

## Merkmale
Die ausschließlich marinen Rissoschnecken besitzen kegelförmige bis breit eiförmige oder auch schmal längliche, glatte bis variabel skulpturierte, ungenabelte Gehäuse, die je nach Art rund 1 mm bis etwa 1,1 cm groß werden können. Die Umgänge des Gewindes sind leicht gewölbt und weisen feine bis gröbere Riefen oder Rippen auf. Die Gehäusemündung ist kreis- bis eiförmig. Das dicke, hornige Operculum der Schnecken ist eiförmig bis annähernd kreisförmig und an der Innenseite mit einem stiftartigen Vorsprung versehen.

## Lebensweise
Die Rissoschnecken leben in Sand, feinem Kies, unter Felsen oder Algen, in Felsspalten oder geschützten Bereichen des Küstensaums auf Wasserpflanzen. Viele Arten scheiden mit einer Drüse am Fuß Schleim ab, mit dem sie sich am Substrat verankern. Die Rissoschnecken fressen meist Kieselalgen, andere einzellige Algen oder Stückchen größerer Algen. Über den Lebenszyklus dieser sehr kleinen Schnecken ist kaum etwas bekannt.

## Gattungen

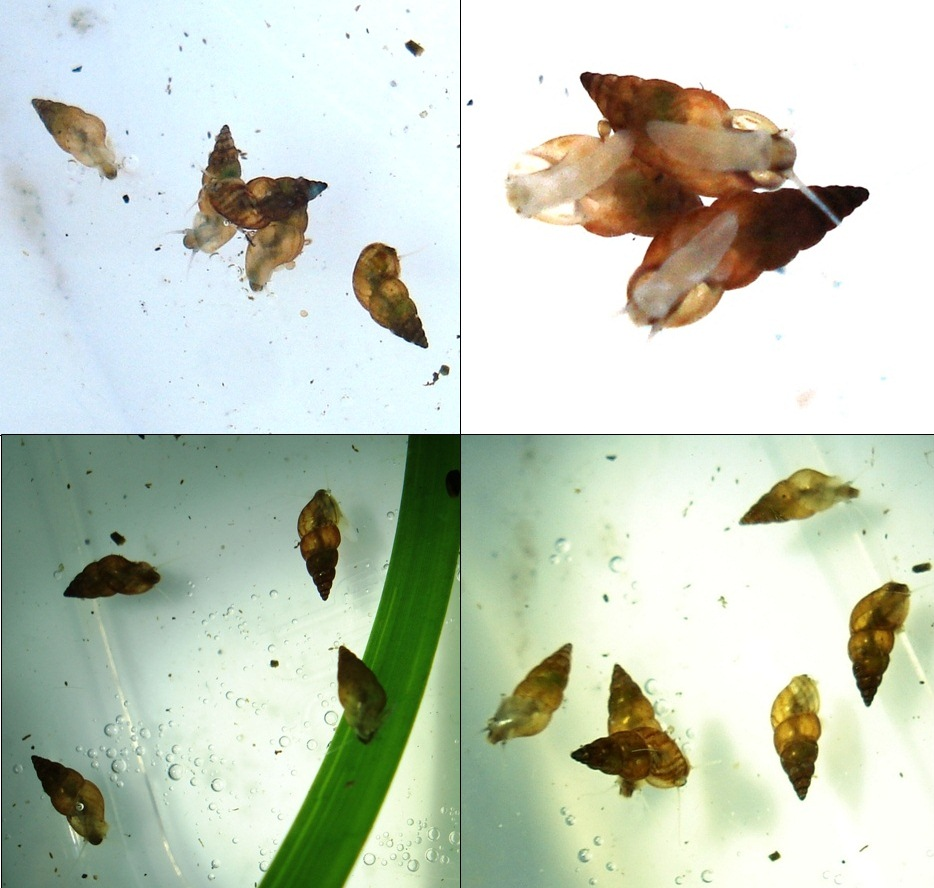
Dünnschalige Rissoa (Rissoa membranacea) – der grüne Streifen ist Seegras (Zostera marina)

Zur Familie Rissoidae gehören folgende Gattungen:
- Alvania Risso, 1826
- Amphirissoa Dautzenberg & Fischer, 1897
- Benthonella Dall, 1889
- Benthonellania Lozouet, 1990
- Boreocingula Golikov & Kussakin, 1974
- Botryphallus Ponder, 1990
- Cingula J. Fleming, 1818
- Crisilla Monterosato, 1917
- Frigidoalvania Warén, 1974
- Galeodinopsis Sacco, 1895
- Gofasia Bouchet & Warén, 1993
- Haurakia Iredale, 1915
- Lucidestea Laseron, 1956
- Madeiranzonia Moolenbeek & Faber, 2007
- Manzonia Brusina, 1870
- Obtusella Cossmann, 1921
- Omanimerelina Moolenbeek & Bosch, 2007
- Onoba H. Adams & A. Adams, 1852
- Parashiela Laseron, 1956
- Peringiella Monterosato, 1878
- Plagyostila de Folin, 1872
- Pontiturboella Sitnikova, Starobogatov & Anistratenko, 1992
- Porosalvania Gofas, 2007
- Powellisetia Ponder, 1965
- Pseudosetia Monterosato, 1884
- Punctulum Jeffreys, 1884
- Pusillina Monterosato, 1884
- Pyrgosformisia Barros, S. Lima & D. Tenório, 2018
- Quarkia Faber, 2009
- Rissoa Desmarest, 1814
- Setia H. Adams & A. Adams, 1852
- Simulamerelina Ponder, 1985
- Striatestea Powell, 1927
- Subestea Cotton, 1944
- Subonoba Iredale, 1915
- Vitricithna Laseron, 1956
- Voorwindia Ponder, 1985